# Рамазанова, Эльмира Мамедамин кызы
Эльмира Мамедамин кызы Рамазанова (азерб. Elmira Məmmədəmin qızı Ramazanova; 28 октября 1934, Баку — 8 декабря 2020) — азербайджанский учёный в области разработки нефтегазовых и газоконденсатных месторождений, заслуженный деятель науки, почетный нефтяник СССР, член-корреспондент НАНА (с 2007 года), Почётный стипендиат Президента Азербайджанской Республики (2018).

## Биография
Эльмира Рамазанова родилась 28 октября 1934 года в Баку. В 1952 году окончила среднюю школу, а в 1957 году энергетический факультет Азербайджанского индустриального института (ныне — Азербайджанский государственный университет нефти и промышленности). В 1965 году защитила кандидатскую диссертацию, а в 1975 году — докторскую диссертацию.

### Трудовая деятельность
Трудовую деятельность начала в Министерстве энергетики Азербайджанской Республики. В 1992 году была назначена директором Научно-исследовательского института нефти, газа, геотехнологических проблем и химии Азербайджанского государственного университета нефти и промышленности.
Эльмира Рамазанова скончалась 10 декабря 2020 года.

## Премии, ордена, медали
- Орден «Знак Почёта»
- Заслуженный деятель науки Азербайджана
- Орден «Слава»